# 84-86 (album de Taxi Girl)
 (mars 2020).
Si vous disposez d'ouvrages ou d'articles de référence ou si vous connaissez des sites web de qualité traitant du thème abordé ici, merci de compléter l'article en donnant les références utiles à sa vérifiabilité et en les liant à la section « Notes et références ».
Albums de Taxi Girl
Quelqu'un comme toi
(1983)
Singles
1. Dites-le fort / Les jours sont bien trop longs
Sortie : 1984
2. Paris
Sortie : 1984
3. Aussi belle qu'une balle / Je suis déjà parti
Sortie : 1986

84-86 est le quatrième et dernier disque de Taxi Girl paru en 1990, quatre ans après la fin du groupe. Comme son nom l'indique, ce mini album regroupe les chansons enregistrées entre 1984 et 1986 et toutes parues en singles dans cette période.

## Historique
Depuis 1983, le groupe français Taxi Girl, désormais un duo composé de Daniel Darc et de Mirwais Stass, ralentit son activité musicale. Le duo est très soudé à cette époque car Daniel est en couple avec la colocataire de Mirwais, Mathilde Malaval (la fille de Robert Malaval) et décide de les rejoindre en colocation dans l'appartement de Pigalle à Paris. Mirwais accepte l'addiction du couple Daniel-Mathilde aux drogues sans les juger tout en ne prenant pas part à la consommation.
Dans cette période également, le duo travaille l'élaboration de six nouvelles chansons qui paraitront sur trois singles différents sur trois ans. Ainsi en 1984, alors qu'une émission sur Europe 1 leur est consacré au mois d'avril, paraissent les singles Dites-le fort (avec Les jours sont bien trop longs en face B) inspiré du funk Say It Loud, I'm Black and I'm Proud de James Brown, suivi du désabusé Paris quelques mois plus tard qui rencontreront le succès sur les pistes de danse (mais aura un succès mitigé commercialement au niveau des ventes). Mais la promotion sera désastreuse en raison de l'addiction de Daniel.
En 1985, le duo participe à l'album hommage, Les Enfants du Velvet, où ils interprètent la chanson de Lou Reed adaptée en français Je rêve encore de toi (Stéphanie Says). En 1986, devant le manque de succès et les frasques de Daniel Darc, Virgin rompt le contrat. Le duo se tourne donc vers un label indépendant pour sortir le dernier single intitulé Aussi belle qu'une balle avec en face B Je suis déjà parti. Le single rencontre un petit succès et la chanson Aussi belle qu'une balle passe sur les ondes. Après cela, le duo se sépare pour se consacrer à des projets solo. Le groupe Taxi Girl n'existe plus.
En 1990, Virgin décide de publier l'intégralité des chansons sur album pour conclure la discographie du groupe. Toutefois, lors du pressage, une erreur apparait car les deux versions de la chanson Paris (original et remix) sont inversées par rapport à ce qui est indiqué sur la pochette.

## Liste des titres
1. Paris (5:51)
2. Les jours sont bien trop longs (5:47)
3. Dites-le fort (5:32)
4. Je rêve encore de toi (Stéphanie Says) (3:25)
5. Aussi belle qu'une balle (3:45)
6. Je suis déjà parti (4:00)
7. Paris (Remix) (5:05)